# Kirche Wernshausen

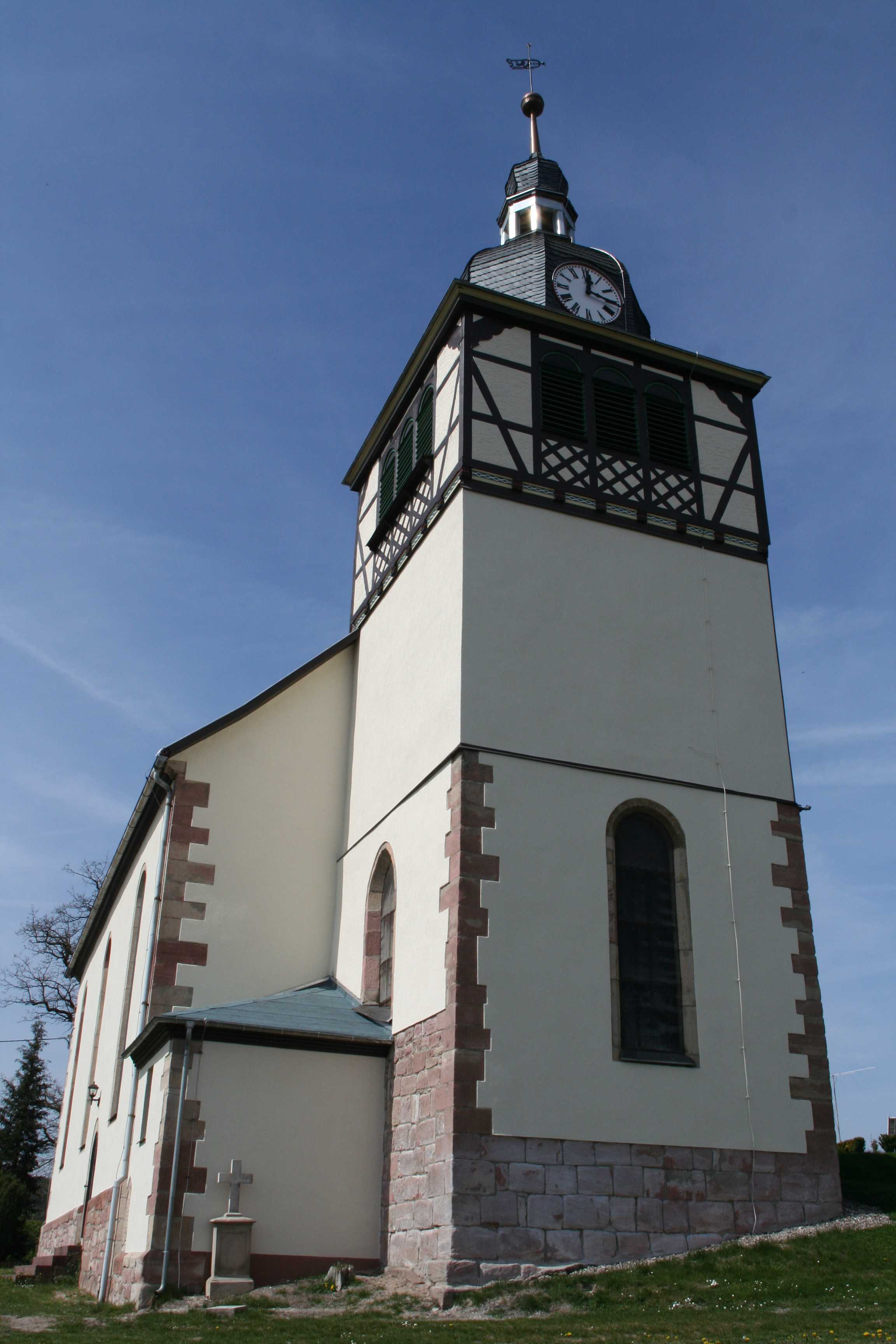
Die Kirche

Die evangelische Kirche Wernshausen steht im Ortsteil Wernshausen der Stadt Schmalkalden im Landkreis Schmalkalden-Meiningen in Thüringen.

## Geschichte
Auf den Resten einer ehemaligen Dorfkirche wurde 1723 die Nachfolgerin erbaut. Sie steht auch auf dem Bergsporn Heyer, der 29 Meter über das Dorf hinaus ragt. Eine Treppe führt hinauf zum Gotteshaus. Einst konnte man die Jahreszahl 1607 an einer Mauer sehen. Sie ist sicher mit dem Baubeginn der alten Kirche verbunden, denn der übernommene Taufstein ist mit 1622 datiert. Das Beinhaus von vorher wurde am Kirchturm zur Sakristei an der Ostseite umgebaut. Alte Grabsteine von einstigen Persönlichkeiten tragen auch Jahreszahlen aus dieser Epoche.
Das Kircheninnere ist schlicht gehalten. Das Kirchenschiff wurde auch 1723 errichtet. In ihm stehen zweigeschossige Emporen. Der Altar an der Ostseite reicht bis zur Decke. Dahinter öffnet sich der Triumphbogen mit überwölbtem Chorbogen.

## Orgel
Die Orgel in der evangelischen Kirche Wernshausen stammt aus der Werkstatt des Nürnberger Orgelbauers Johannes Strebel. Das im Jahr 1912 erbaute Instrument mit zwei Manualen und Pedal und 15 Registern wurde im Jahr 2010 durch die Firma Hey Orgelbau restauriert.